# Notalina fulva
Notalina fulva là một loài Trichoptera trong họ Leptoceridae. Chúng phân bố ở miền Australasia.